# Rødlos
Rødlossen (latin: Lynx rufus) er et nordamerikansk pattedyr i kattedyrfamilien. Med sine cirka 13 anerkendte underarter strækker rødlossens udbredelse sig fra det sydlige Canada til det nordlige Mexico og omfatter dermed størstedelen af USA's fastland. Rødlossen er et tilpasningsdygtigt rovdyr, som både holder til i skovområder, halvørkener, sumpe og i udkanten af skove og byer.
Med sin grå til brune pels, fremtrædende knurhår og sorte øreduske ligner rødlossen de øvrige tre arter i losslægten (Lynx). Den er mindre end den canadiske los (Lynx canadensis), med hvilken den har delvist overlappende udbredelsesområde, mens den er omtrent dobbelt så stor som huskatten. Den har artstypiske sorte bånd på benene og en sort spids på den korte og tykke hale.
Selvom den foretrækker kaniner og harer, kan rødlossen jage alt fra insekter og små gnavere til hjorte. Hvilken føde den vælger afhænger af sted, habitat, årstid og tilgængelighed. Som de fleste kattedyr lever rødlossen alene i sit revir, selv om nogle revirområder kan overlappe hinanden. Den anvender en række forskellige måder til at markere reviret, blandt andet med kradsemærker eller med urin og ekskrementer. Rødlossen parrer sig fra vinter til forår, og drægtigheden varer i cirka to måneder.
Til trods for omfattende jagt, både for sportens skyld og pelsen, har bestanden holdt sig stabil. Det sky rovdyr forekommer i de nordamerikanske indianeres mytologi og i de europæiske nybyggeres folklore.

## Taksonomi
Det har været diskuteret, hvorvidt rødlossen bør placeres i slægten Lynx eller Felis. Dette problem er ikke specifikt for denne art, det gælder alle de fire arter i Lynx-slægten, som af og til er blevet behandlet som en slægtsgruppe indenfor Felis-slægten. Lynx-slægten er i dag accepteret, og rødlossen er registreret som Lynx rufus i moderne taksonomiske kilder.
Johnson et al. hævder, at Lynx-slægten deler en fælles stamform med Puma-, Prionailurus- og Felis-slægterne. Denne daterer sig 7,15 millioner år tilbage, hvor Lynx var den første, der skilte sig ud, hvilket skete for 3,24 millioner år siden.
Rødlossen menes at have udviklet sig fra den europæiske los, som indvandrede til Nordamerika via Bering-landbroen under pleistocæn med stamfædre, der ankom så tidligt som for 2,6 millioner år siden. Den første bølge vandrede til det sydlige af Nordamerika og blev snart isoleret fra det nordlige af isdække. Denne population udviklede sig til den moderne rødlos for omkring 20.000 år siden. En anden population ankom fra Asien og slog sig ned i det nordlige Nordamerika, hvor den udviklede sig til den moderne canadiske los. Parring mellem disse to arter forekommer undertiden og giver hybridkatte.

### Underarter
For tiden anerkendes 13 underarter af rødlossen:
- L. rufus rufus (Schreber) – det østlige og midtvestlige USA
- L. rufus gigas (Bangs) – det nordlige New York til Nova Scotia og New Brunswick
- L. rufus floridanus (Rafinesque) – det sydøstlige USA og landet indenfor til Mississippi-dalen, op til det sydvestlige Missouri og det sydlige Illinois
- L. rufus superiorensis (Peterson & Downing) – det vestlige af området omkring de store søer, herunder det øvre Michigan, Wisconsin, det sydlige Ontario og det meste af Minnesota
- L. rufus baileyi (Merriam) – det sydvestlige USA og det nordvestlige Mexico
- L. rufus californicus (Mearns) – Californien vest for Sierra Nevada
- L. rufus mohavensis (B.Anderson) - Mojaveørkenen i Californien
- L. rufus escuinipae (J. A. Allen) – det centrale Mexico med en nordlig udstrækning langs vestkysten til det sydlige Sonora
- L. rufus fasciatus (Rafinesque) – Oregon, Washington vest for Cascades-bjergene, det nordvestlige Californien og det sydvestlige Britisk Columbia
- L. rufus oaxacensis (Goodwin) – Oaxaca
- L. rufus pallescens (Merriam) – det nordvestlige USA og det sydlige Britisk Columbia, Alberta og Saskatchewan
- L. rufus peninsularis (Thomas) – Baja California
- L. rufus texensis (Mearns) – det vestlige Louisiana, Texas, det sydlige af det centrale Oklahoma og mod syd ind i Tamaulipas, Nuevo León og Coahuila[5][6]

## Fysiske kendetegn
Rødlossen ligner de øvrige arter af losslægten, men er gennemsnitligt den mindste af de fire. Pelsens farve varierer; den er oftest gulbrun til grålig-brun med sorte strejf på kroppen og sorte streger på forpoter og hale. Dens plettede mønster virker som camouflage. Ørerne har sorte spidser og er opretstående med korte, mørke hårduske. Der er oftest en lys farve på læber, kæber og underkroppen. Rødlosser i ørkenområderne mod sydvest har i almindelighed den lysest farvede pels, mens individerne mod nord i de skovprægede egne er mørkest. Killingerne fødes med en god pels og har allerede deres pletter. Nogle få melanistiske rødlosser er blevet set og fanget i Florida. De ser sorte ud, men man kan stadig ane det plettede mønster.
Ansigtet virker bredt på grund af en "krave" af langt hår neden for ørerne. Snuden er lyserød-rød, og der er en grundfarve af grå eller gullig-/brunlig-rød i ansigtet, på siderne og bagen. Rødlossens øjne er gule med pupiller, der kan udvide sig kraftigt under natteaktivitet for at øge lysmodtagelsen. Lossen har en skarp hørelse samt god syns- og lugtesans. Den er en glimrende klatrer og svømmer, når den er nødt til det, skønt den normalt undgår at komme i vandet.
En udvokset rødlos er mellem 47,5 og 125 cm lang fra snudespids til halerod med et gennemsnit på 82,7 cm. Den stumpede hale lægger yderligere mellem 9 og 20 cm til længden, og dens kuperede udseende har givet anledning til dens engelske navn "bobcat". En voksen rødlos har en skulderhøjde på 30 til 60 cm. Udvoksede hanner kan veje mellem 6,4 og 18,3 kg med et gennemsnit på 9,6 kg; hunnerne mellem 4 og 15,3 kg med et gennemsnit på 6,8 kg. Den største rødlos, der er vejet under kontrollerede omstændigheder, vejede 22,2 kg, mens der er ubekræftede størrelser på op til 27 kg, heriblandt en melding fra juni 2012 om en trafikdræbt rødlos på 27 kg. De tungeste rødlosser findes generelt i det østlige Canada og nordlige New England og er af underarten L. r. gigas, mens de letteste findes i sydøst, særligt fra det sydligste af Appalacherne, og er af underarten L. r. floridanus. Rødlossen er muskuløs, og dens bagben er længere end forbenene, hvilket giver den en vuggende gangart. Nyfødte killinger vejer mellem 270 og 340 g og er omkring 45 cm lange. Et år gammel når den en vægt på omkring 4,5 kg.
Kattene er større, jo længere mod nord man kommer, samt i åbne habitater. Et morfologisk størrelsessammenligningsstudie i det østlige USA viste, at der var forskel på, hvor man fandt de største hanner og de største hunner, hvilket ledte til en antagelse om, at der er forskellige selektionskriterier for kønnene.

## Adfærd
Rødlossen er et tusmørkedyr. Den er på farten fra tre timer før solnedgang til omkring midnat og igen fra lidt før solopgang til tre timer efter. Hver nat bevæger den sig mellem 3 og 11 km i sit område. Adfærden kan variere efter årstiden, idet rødlossen er mere fremme om dagen om efteråret og vinteren for at følge sine byttedyrs aktiviteter; disse er ofte mere aktive om dagen i den kolde tid.

### Social struktur og revir
Rødlossens aktiviteter begrænser sig til veldefinerede territorier, som kan variere i størrelse afhængig af køn og forekomsten af byttedyr. Reviret markeres med ekskrementer, urinlugt og ved kradsemærker i markante træer i området. I sit territorium har den mange beskyttelsessteder, heriblandt typisk en hovedhule samt flere sekundære tilflugtssteder i udkanten af reviret i form af f.eks. hule træstammer, krat, skovtykninger eller under klippestykker. Dens hule lugter kraftigt af dyret.
Størrelsen af en rødlos' revir kan variere betydeligt: En World Conservation Union-sammenfatning af forskning på området viser arealer på mellem ca. 6 hektar (0,06 km²) og 326 km². Et studie fra Kansas viste, at hannernes revirer var på omkring 21 km², mens hunnernes var på cirka det halve. Man fandt også strejfende rødlosser, hvis revirer var både større og mindre veldefinerede. Killingernes områder var de mindste med højst omkring 7,8 km². Forskningen har desuden vist, at afstanden til fødselsreviret er størst for hanner.
Hvorvidt revirernes størrelser varierer med årstiderne, er der modstridende meldinger om. I et studie fandt man stor forskel på hannens revirstørrelse, fra 41 km² om sommeren til 100 km² om vinteren. En anden undersøgelse fandt, at hunner, især i den fertile periode, øgede deres revir om vinteren, mens hannerne flyttede reviret uden egentlig at øge det, noget der stemmer med flere tidligere undersøgelser. Andre undersøgelser i forskellige amerikanske stater har vist beskeden eller ingen årstidsændringer på dette punkt.
I lighed med de fleste andre kattedyr er rødlosser oftest enspændere, men deres revirer kan godt overlappe hinanden. Lidt usædvanligt for katte er hannen oftest mest tolerant over for sådan et overlap, mens hunnerne sjældent går ind i andres revirer. På grund af deres oftest noget mindre revirstørrelser kan to hunner godt have revirer ved siden af hinanden inden for én hans revir. I de tilfælde, hvor hanners revirer overlapper hinanden, etableres der ofte et dominanshierarki mellem dem, hvilket resulterer i, at strejfende dyr kan holdes ude fra de attraktive områder.
Lige som der er stor forskel i revirernes størrelser, viser undersøgelser også store forskelle i populationstætheder fra 1 til 38 rødlosser på 25 km². Et estimeret gennemsnit giver omkring en rødlos per 13 km². Man har fundet en forbindelse mellem populationstætheden og kønsfordelingen. I en undersøgelse fandt man en ret tæt population i Californien med 2,1 hanner per hun. Da populationen faldt, ændrede kønsforholdet sig til 0,86 hanner per hun. Et andet studie gav et lignende resultat og opstillede den forklaringsmodel, at hannerne er bedre til at klare sig i større konkurrence, og at dette hjælper til med at begrænse reproduktionen, indtil forskellige faktorer har reduceret tætheden.

### Jagt og føde
Rødlossen er i stand til at klare en lang periode uden føde, men den æder til gengæld meget, når der er rigeligt af den. I perioder med begrænset føde vil den ofte jage større dyr, som den kan nedlægge og komme tilbage og æde af senere. Rødlossen jager ved at snige sig ind på sit bytte og så overfalde det med et hurtigt angreb. Dens foretrukne bytte er pattedyr på mellem 0,5 og 6 kg. Hvilke dyr, det præcist drejer sig om, afhænger af området. I det østlige USA er det forskellige arter af bomuldshalekaninen, og mod nord er det ofte sneskoharen. Hvor disse dyr lever sammen, som i New England, udgør de den vigtigste føde for rødlossen. Længst mod syd er det nogle gange bomuldsrotten, der er hovednæringskilden. Rødlossen er dog en tilpasningsdygtig jæger, der i modsætning til den canadiske los ikke har problemer med at variere sit valg af bytte. Spredning i kosten stemmer typisk med begrænset adgang til rødlossens foretrukne byttedyr. Hvis der er rigeligt af favoritbyttet, udgør det størstedelen af dens kost.
Rødlossen jager dyr af forskellige størrelser og tilpasser sin jagtteknik tilsvarende. Små byttedyr, som gnavere (fx egern), fugle, fisk og insekter, jager den i områder, hvor den ved, der er rigeligt af dem, og her vil den ligge, krybe sammen eller stå og vente på, at et offer kommer tættere på. Så kaster den sig over dyret, idet den tager fat i det med sine skarpe kløer, der kan trækkes tilbage, når de ikke bruges. Lidt større dyr, som harer og kaniner, vil den lure på i skjul og afvente, at de kommer på 5-10 m afstand, hvorpå den sætter spurten ind for at nedlægge dem. Det er mindre almindeligt, at den lever af større dyr, som unge hovdyr eller andre kødædere som ræve, mink, stinkdyr, små hunde og tamkatte. Rødlossen regnes for at være den største naturlige trussel mod den udrydningstruede trompetértrane. Rødlossen tager også undertiden husdyr eller fjerkræ. Man kender ikke til angreb på store husdyr som kvæg og heste, men rødlossen kan være en trussel for mindre drøvtyggere som får og geder. Ifølge statistikker fra det amerikanske landbrugsministerium dræbte rødlosser 11.000 får i 2004, hvilket udgjorde 4,9 % af alle de dødsfald, der skyldtes rovdyr. Tallet kan dog være misvisende, da rødlosser er kendt for at æde ådsler af dyr nedlagt af andre rovdyr.
Man kender til, at rødlossen har nedlagt hjorte, særligt om vinteren, når det er knapt med normale byttedyr, eller når bestanden af hjorte bliver meget stor. En undersøgelse fra Everglades i Florida viste, at et stort flertal af de dræbte hjorte (33 ud af 39) var unge dyr, men byttedyr på op til otte gange vægten af rødlossen er mulige. Den forfølger hjorten, ofte når den opdager hjorten liggende, og når den kaster sig ind på hjorten, tager den den i halsen med kløerne, før den bider den i halsen, nederst på kraniet eller i brystet. I sjældne tilfælde, hvor rødlossen har nedlagt en hjort, æder den indvoldene og begraver resten af kroppen under sne eller blade for at komme tilbage til den i flere omgange for at æde mere.
Byttedyrene kan rødlossen dele med andre kødædere af mellemstørrelse, der holder til i samme område. Undersøgelser fra Maine gav ikke noget belæg for at finde nogen konkurrence mellem rødlossen og prærieulve eller røde ræve; hvor langt de holdt sig fra hinanden, og hvor store overlap mellem deres revirer, syntes at være tilfældige mellem de dyr, der samtidig blev overvåget. Andre studier har dog påvist, at bestanden af rødlosser faldt i områder, hvor der var mange prærieulve, idet den mere sociale adfærd hos prærieulvene tilsyneladende gav dem en konkurrencemæssig fordel. I samspillet med den canadiske los ser det ud til, at konkurrence fra rødlossen har forhindret udbredelsen af dens slægtning mod syd.

### Reproduktion og livscyklus
Rødlosser lever normalt mellem seks og otte år, nogle få bliver ti år eller mere. Den højeste alder, man kender, er 16 år for et vildtlevende eksemplar og 32 for et eksemplar i fangenskab.
De er normalt kønsmodne i deres anden sommer, idet dog nogle hunner er det allerede den første sommer. Sædproduktionen begynder hvert år i september-oktober, og hannen er derpå fertil indtil den følgende sommer. En dominerende han følges med en hun og parrer sig med hende flere gange, typisk fra vinteren til tidligt om foråret; dette varierer med området, men parringen finder oftest sted i februar eller marts. I forbindelse hermed har de to dyr et kurmageri, hvor de blandt andet løber ved siden af hinanden og støder ind i hinanden eller hvor hannen ligger på lur og jagter hunnen. Der kan være andre hanner til stede, men de blander sig ikke i akten. Når hannen opdager, at hunnen er modtagelig, tager han fat i hendes nakkeskind (typisk for kattedyr) og parrer sig med hende. Hunnen kan efterfølgende godt parre sig med andre hanner, og hannen parrer sig som regel med flere hunner. Under kurmageriet kan de ellers ret umælende rødlosser udstøde høje skrig, hvæsen eller andre lyde. Forskningsresultater fra Texas antyder, at etableringen af et revir er en nødvendig forudsætning for parringen; dyr, der i studierne ikke havde et sådant hjemsted, fik ikke nogen unger. Hunnerne har en brunstcyklus på 44 dage, hvor selve brunsten varer mellem fem og ti dage. Rødlosserne er formeringsdygtige stort set hele deres liv.
Hunnen står alene for opfostringen af ungerne. Der fødes en til seks, for det meste to til fire, killinger i april eller maj efter cirka 60-70 dages drægtighed. Somme tider fødes et ekstra kuld, hvilket kan ske så sent som september. Fødslen finder som regel sted i en form for indelukke, gerne en lille hule eller en hul træstamme. Killingerne begynder at udforske deres omgivelser omkring fire uger gamle, og de vænnes fra modermælken efter omkring to måneder. Efter tre til fire måneder følges de med moderen. De begynder selv at jage om efteråret i deres første leveår og forlader typisk moderen snart derefter. I Michigan har man dog observeret unger, der fortsat fulgtes med moderen til tidligt i det følgende forår.

## Spor
Sporene efter rødlossen viser typisk fire tæer uden mærker efter kløerne, der er trukket tilbage. Sporenes størrelse kan variere mellem 2,5 og 7,5 cm med et gennemsnit på omkring 4,5 cm. Når den går eller traver, finder man typisk sporene med en afstand på 20-46 cm. Rødlossen kan tage gevaldige skridt, når den løber, ofte mellem 1,2 og 2,4 m lange.
I lighed med andre katte rammer sporene fra bagpoterne direkte oven i sporet efter forpoterne. Rødlossens spor kan normalt skelnes fra almindelige kattes på grund af deres størrelse: 13 cm² mod 10 cm².

## Naturlige fjender
Den voksne rødlos jages kun af få andre dyr bortset fra mennesket, selv om den kan blive dræbt i konflikter med andre dyr. Pumaer og gråulve kan finde på at dræbe voksne rødlosser, noget der blandt andet er set flere gange i Yellowstone National Park. Man kender også til, at prærieulve har dræbt voksne rødlosser og killinger. Killingerne jages af en del andre rovdyr som ugler, ørne og ræve, lige som andre voksne rødlosser kan dræbe dem. Når der ikke er så stort et fødegrundlag for rødlosserne, er der færre killinger, der når at vokse op.
Andre årsager til, at rødlosser dør, inden de bliver gamle, er sygdomme, ulykker, jægere, biler og sult. De unge dyr er særlig udsat for at omkomme i perioden lige efter, de har forladt moderen, og mens de endnu ikke er fuldbefarne jægere. I et studie af femten rødlosser fandt man en årlig overlevelsesrate på 0,62 for begge køn, hvilket stemmer med hypoteser fra andre forskningsprojekter på 0,56-0,67. Som nævnt forekommer kannibalisme indimellem. Når det er sløjt med de normale byttedyr, kan de voksne finde på at æde killinger, men dette er meget sjældent og betyder ikke noget nævneværdigt for bestanden.
Rødlossen kan blive udsat for udvendige parasitter, mest flåter og lopper, og parasitter på deres byttedyr vil ligeledes ofte vandre over til rødlossen, særligt parasitter fra kaniner og egern. Indvendige parasitter forekommer i høj grad hos rødlossen. I et studie fandt man en rate på 52 % af Toxoplasma gondii, men med store regionale forskelle. Man kender til en mideart, Lynxacarus morlani, der indtil nu kun kendes fra rødlossen. Det er fortsat uklart, hvilken rolle parasitter og sygdomme spiller i rødlossens dødelighed, men de kan have større indflydelse herpå end sult, ulykker og andre rovdyr.

## Udbredelse og habitater
Rødlossen er god til at tilpasse sig. Den foretrækker skovområder – løvskov, nåleskov eller blandingsskov – men i modsætning til de fleste andre Lynx-arter er den ikke udelukkende afhængig af tæt skov. Man finder den fra de fugtige sumpområder i Florida til ørkenagtige områder i Texas eller forrevne bjergområder. Den ynder at slå sig ned i områder nær landbrugsarealer, hvis der er klippestykker, sumpe eller skovarealer i nærheden; dens plettede pels fungerer som camouflage. Valget af levested afhænger i al væsentlighed af bestanden af dens byttedyr; andre faktorer er muligheden for at kunne finde ly under hårdt vejr, muligheden for at finde hvilesteder, huler, dække beregnet for jagt og flugt samt at kunne leve uforstyrret.
Rødlossens udbredelse ser ikke ud til at være påvirket af menneskers tilstedeværelse, når blot den kan finde et passende tilholdssted. Det er kun store områder med intensiv landbrugsdrift, der kan holde rødlossen væk. Den kan indimellem ses i baghaver i kanten af bymæssige bebyggelser, hvor mennesker bor op og ned ad naturområder. Hvis den bliver jaget af en hund, vil den typisk klatre op i et træ.
Historisk set har rødlossen været udbredt fra det sydlige Canada over USA og så langt mod syd som til den mexicanske stat Oaxaca, og den findes fortsat i det meste af dette område. Udbredelseskort viser typisk en lomme i Midtvesten og i det nordøstlige USA, hvor den ikke længere menes at findes, herunder det sydlige Minnesota, det østlige South Dakota og meget af Missouri, primært som følge af habitatændringer som følge af moderne landbrugspraksis. Man mente heller ikke, at rødlossen fandtes mere i det vestlige New York og Pennsylvania, men i de senere år er der flere rapporter om, at den er set (herunder døde eksemplarer) i den sydvestlige og den centrale del af staten New York. Endvidere er den blevet set i det nordlige Indiana, og der er blevet dræbt et eksemplar i Albion, Michigan. I begyndelsen af marts 2010 blev en rødlos set (og senere fanget af dyreværnsmyndigheder) i et lukket parkeringsanlæg i centrum af Houston, Texas, og i august og september samme år blev der meldt om observationer af rødlosser i forstæder til Houston.
Populationen i Canada er begrænset som følge af den dybe sne samt tilstedeværelsen af den canadiske los. Rødlossen kan ikke klare sig i dyb sne, og ved kraftig storm vil den holde sig i læ i afskærmede områder. Den har ikke de store puder på fødderne som den canadiske los og synker derfor nemmere ned i sneen. Rødlossen bliver ikke automatisk den lille i de områder, hvor dens levesteder overlapper det større kattedyr; der er observeret tilfælde, hvor rødlossen har fordrevet den canadiske los med sin aggressivitet, hvor de to har fælles levesteder i Nova Scotia, og rydningen af nåleskove med henblik på kultivering til landbrug har ført til, at den canadiske los har trukket sig længere mod nord, hvilket rødlossen har nydt godt af. I det nordlige og centrale Mexico har man fundet rødlossen i tørre, kratbevoksede områder med ege- og fyrreskove; mod syd ender dens udbredelsesområde, hvor det tropiske område begynder.

## Fredningsstatus
Rødlossen er nævnt i liste II i Washington-konventionen, hvilket betyder, at den ikke er truet af udryddelse, men at jagt og handel skal overvåges nøje. Der er reguleringer for dyret i alle de tre lande, hvor det er udbredt, og det lever i en række fredede områder i USA, som er dets primære udbredelsesområde. Et overslag fra United States Fish and Wildlife Service lyder på, at der fandtes mellem 700.000 og 1.500.000 rødlosser i USA i 1988. Med udvidelse af det område, hvor de findes, samt øget tæthed er tallet sandsynligvis steget en del i årene efter, hvilket har betydet, at USA har anmodet om at få den fjernet fra liste II i Washington-konventionen. Bestandene i Canada og Mexico virker til at være sunde og stabile. IUCN nævner den blandt de arter, der ikke er truede ("Least Concern") og tilføjer, at den er relativt udbredt samt talrigt forekommende, men dog at informationerne fra Mexico er sparsomme.
Arten anses for at være truet i Ohio, Indiana og New Jersey. Den er derimod ikke længere truet i Illinois (siden 1999) og Iowa (siden 2003). I Pennsylvania er der igen åbnet for begrænset jagt samt opstilling af fælder, hvilket ikke var tilladt i perioden 1970-1999. L. r. escuinipae, en underart i Mexico, blev i en periode regnet for truet af US Fish and Wildlife Service, men er siden 2005 ikke længere på denne liste.
Rødlossen har længe været værdsat for sin pels samt jaget for sportens skyld. Der er drevet jagt samt opstillet fælder for den, men bestanden er forblevet ganske stor, selv i det sydlige USA, hvor den har været jagtet i særlig grad. Killingerne er indirekte sårbare over for jagt på grund af deres store afhængighed af moderen, der kan være mål for jagt. I 1970'erne og 1980'erne betød stærkt stigende priser på rødlossens pels en øget interesse i jagt på dyret, men i begyndelsen af 1990'erne faldt priserne en del igen. Der foregår en regulering af jagten, hvilket menes at være årsagen til en halvering af dødeligheden blandt nogle af bestandene. Som en konsekvens heraf er andelen af rødlosdødsfald uforholdsmæssig større om vinteren, hvor jagten som regel er tilladt.

## Mytologi
I mytologien hos Amerikas oprindelige folk forekommer rødlossen ofte sammen med prærieulven og danner et modsætningsfyldt par (i mytologien anvendes navnet los, hvilket er synonymt med rødlossen i størstedelen af USA). Lossen og prærieulven associeres med henholdsvis tåge og vind – to elementer, der opfattes som modsætninger hos disse folkeslag. Den grundlæggende historie, som forekommer i mange variationer, findes hos oprindelige folk i Nordamerika (med paralleller i Sydamerika), men fortællingerne afviger fra hinanden. En version, der forekommer hos Nez Perce-folket, for at tage et eksempel, beskriver lossen og prærieulven som modstandere, som uforenelige væsner. En anden version beskriver dem til gengæld som identiske og lige. Claude Lévi-Strauss hævder, at den førstnævnte version, hvor tvillinger repræsenterer hinandens modsætninger, er et oprindeligt tema i den nye verdens mytologier. Her vejer modsætningerne ikke lige tungt, hvilket dermed repræsenterer en skæv dualisme frem for den symmetriske dualisme, man normalt finder i den gamle verden. Den anden version er ifølge Lévi-Strauss et resultat af længerevarende forbindelser mellem europæerne og de oprindelige folk. Det kan tilføjes, at Nez Perce-versionen indeholder meget større kompleksitet, mens historierne baseret på lighed mellem de to væsner synes at have mistet den oprindelige mening i fortællingen.
I en fortælling fra shawnee-folket bliver rødlossen narret af en kanin, hvilket har givet den dens pletter. Efter at have presset kaninen op i et træ overtales rødlossen til at lave et bål, hvilket dog blot medfører, at gløderne kastes ud på dens pels og giver mørkebrune, svedne mærker. Hos mohave-folket troede man på, at hvis man gentagne gange drømte om et væsen eller en ting, så ville man opnå dens kræfter som overnaturlig kraft. Ved at drømme om de to guddomme, lossen og prærieulven, ville man få jagtfærdigheder, der var andre stammer overlegne.
De europæiske nybyggere i Nordamerika beundrede rødlossen for dens vildskab og dens ynde, og i USA har den en prominent plads i den nationale folklore.